# Jardín de simples de Florencia
El Jardín de los Simples de Florencia o en italiano: Giardino dei Semplici di Firenze es un jardín botánico, arboreto e invernaderos de una superficie de 2,3 hectáreas, de las cuales 1694 m² están ocupados por invernaderos.
Depende administrativamente del departamento del Museo de historia natural de la Universidad de Florencia.
«Un lugar público, donde... se cultivarían las plantas nativas de los climas y los países más distintos, para que los jóvenes estudiantes puedan, en un mismo lugar, con facilidad y rapidez, aprender a reconocerlos.»
Luca Ghini, 1543 (cita grabada en la medalla conmemorativa de los 460 años de la fundación del jardín del simples)
El código de identificación internacional del Orto Botanico Giardino dei Semplici como miembro del "Botanic Gardens Conservation Internacional" (BGCI), así como las siglas de su herbario es FI.

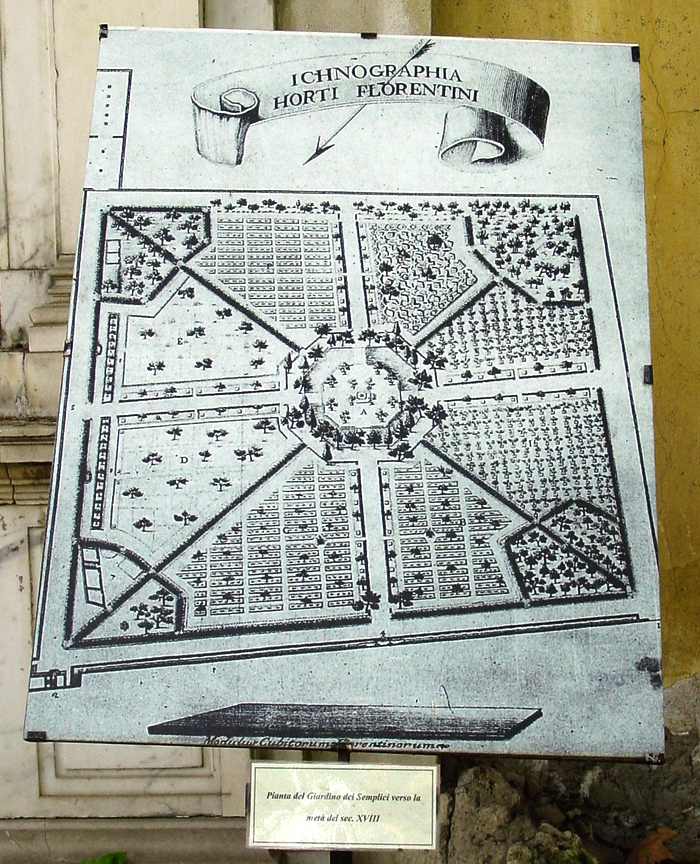
Plano del jardín de los simples.

## Informaciones prácticas
La entrada se encuentra en la via Micheli 3.
Orto Botanico "Giardino dei Semplici" Museo di Storia Naturale, Universita degli Studi di Firenze, Via P.A. Micheli, 3, 50121 Firenze, Toscana, Italia
Planos y vistas satelitales.43°46′45″N 11°15′39″E / 43.77917, 11.26083
Horarios:
Lunes, martes, jueves, viernes, domingo: de 9 h 00 a 13 h 00.
Sábado: 9 h 00 - 17 h 00.
Cerrado los miércoles.
Días de cierre: 1 de enero, Pascuas, 1 mayo, 15 de agosto, 25 de diciembre.
Entrada previo pago.

## Historia
Desde la Edad Media, los simples (variedades vegetales con virtudes medicinales) se cultivan en jardines urbanos. En el siglo XVI, el interés por el estudio del mundo natural se fue intensificando, el duque Cosme de Médicis quiso un jardín académico para integrar las lecciones de los estudiantes de la facultad de medicina. La fecha oficial de la fundación del jardín puede fijarse el 1 de diciembre de 1545, fecha del contrato de alquiler celebrado con los frailes dominicos que cedieron un terreno situado en la localidad de Cafaggio, cerca de los establos de los Médicis, cuyo nombre tomó. El jardín florentino puede considerarse como el tercero del mundo por su antigüedad, después del Jardín Botánico de Pisa y del Padua.

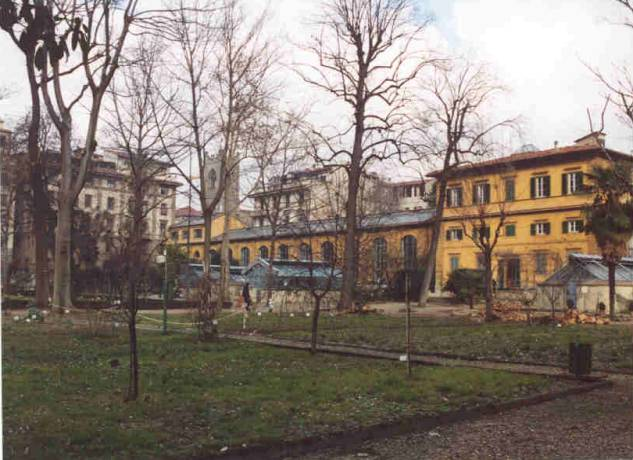
Panorámica del jardín de los simples.

Fue diseñado por Niccolo Tribolo y la elección de las plantas y su disposición se deben a Luca Ghini. El jardín conoció un período de esplendor hacia el final del siglo bajo la dirección de Giuseppe Casabona, que supo enriquecerlo de numerosas plantas raras. Durante el siglo XVII, la actividad de Paolo Boccone y de otros botánicos y jardineros dio al jardín una determinada autonomía, aunque jardín botánico de Santa Maria Nuova y el Pisa hayan jugado un papel científico mucho más importante.
Es el gran botánico Pier Antonio Micheli que, al principio del siglo XVIII, hizo del jardín un centro de estudios y de investigaciones botánicos de importancia internacional, gracias a las relaciones que mantenía con numerosos científicos extranjeros. Además se ocupó de recolectar y guardar de semillas y muestras secas de plantas. A la muerte de Micheli, en 1737, es Giovanni Targioni Tozzetti quien le sucedió, seguido de Saverio Manetti, autor del primer Indice seminum.
Pasó a ser administrado por la Accademia dei Georgofili en 1783, después de la supresión de la Sociedad botánica, el jardín fue transformado en "jardín experimental agrario" y reinstalado radicalmente por el abad Leonardo Frati. Vuelto a ser un "jardín del simples" en 1847, bajo la dirección de Antonio Targioni Tozzetti, estuvo abierto al público en 1864. El botánico Teodoro Caruel, director de 1865 a 1895, hizo construir los invernaderos que existen aún hoy.
Hacia el final del siglo, pasó al Regio Istituto di Studi Superiori, que se convertiría más tarde en facultad universitaria, reuniendo la parte botánica del museo de historia natural de la via Romana y las colecciones de jardín de Boboli.

## Colecciones
El jardín tiene una superficie de 2,3 hectáreas, de las cuales 1.694 m² están ocupados por invernaderos. El diseño del parterre recuerda tanto el modelo del Hortus conclusus medieval dedicado al cultivo de las hierbas medicinales y aromáticas como el esquema del jardín secreto de las villas del Renacimiento.

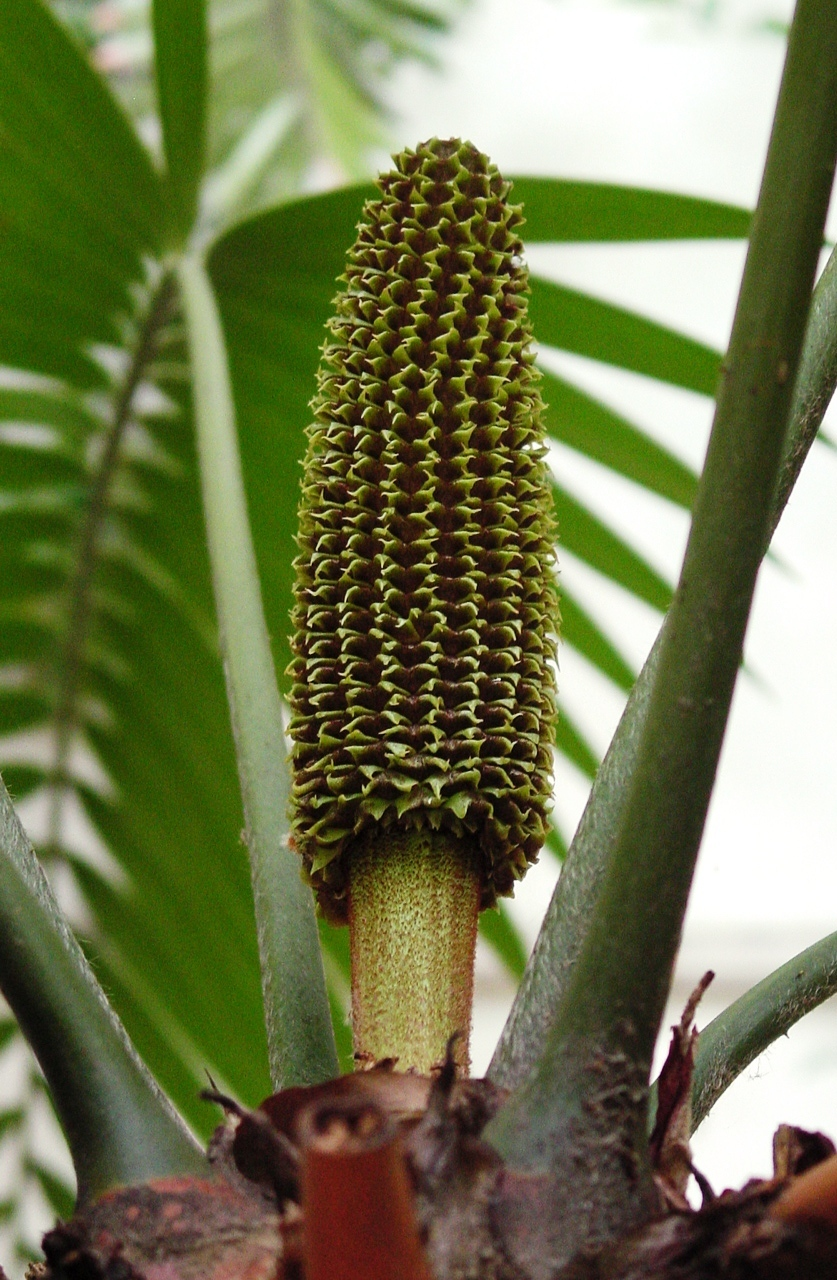
Ceratozamia mexicana, cono de polen.

El edificio principal, que ocupa todo el lado a lo largo de la via Micheli, alberga las oficinas, la biblioteca, un laboratorio y los invernaderos. El edificio, construido a planta rectangular tiene dos alas constituidas por los invernaderos, la parte central albergando las estructuras administrativas. Se sitúan otros cinco invernaderos, en vidrio y metal, dentro del jardín. Son invernaderos fríos o calientes que albergan colecciones de helechos, plantas epífitas, begonias, Bromeliaceae.
Por el edificio central, se accede a la terraza, cubierta con dos pérgolas en hierro que soporta rosales trepadores, del cual, por medio de una escalera en piedra gris de Florencia (pietra serena), se desciende al jardín; la escalera se flanquea de dos arbustos Feijoa sellowiana  y Stranvaesia, que se encuentra podados en formas geométricas. Se pavimentan todas las avenidas de adoquines mientras que los parterres están delimitados por bordes bajos en piedra. Los bancos son de piedra, pero los enramados son de hierro.
En un nicho de la pared que se encuentra frente a la entrada de via La Pira, se encuentra un busto en mármol de Esculapio. Su autor es el escultor Antonio Gino Lorenzi de Settignano (segunda mitad del siglo XVI).
En el centro del jardín se encuentra una fuente en piedra, con un chorro central representando el putto. La cuenca tiene alrededor de cuatro metros de diámetro y plantas acuáticas entre las que nadan peces rojos.

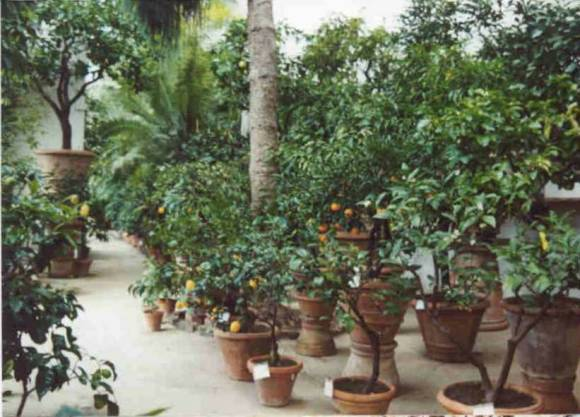
Colección de los cítricos.

Además de la fuente central, cuyo papel es esencialmente decorativo, hay numerosos estanques: a la derecha de la entrada se encuentra una cuenca en cemento poblada de nénufares, y cuatro cuencas más situadas en el otero albergan colecciones de plantas acuáticas.
Se accede a los grandes invernaderos a partir del jardín. Dentro se encuentran una pequeña cuenca y cuatro rocas húmedas con plantas de Philodendron y distintas plantas higrófilas, incluidas el cabellos de Venus.

### Prado de lasconíferas
Extensa zona de prado, en parte en llano y en parte en ligera cuesta, en la cual se encuentran coníferas notables por sus dimensiones y su edad, y plantas con bulbo de floración primaveral.

### Parterre de lasArecaceae
Es un parterre pequeño dedicado a la aclimatación al aire libre de diversas especies de palmeras.

### Arriate de plantas comestibles y de lasplantas oficinales
Zona dedicada a las plantas cultivadas para la alimentación humana y a las plantas medicinales espontáneas y naturales de la Toscana.

### Arriate dejardín a la italiana
Acoge una pequeña zona delimitado por el boj Buxus sempervirens, realizado para recordar simbólicamente la antigua tradición del jardín a la italiana.

### Zona del lago
Una pequeña lámina de agua rodeada de hiedra alberga plantas de loto (Nelumbo nucifera); en el mismo sector se construyeron unas Rocallas que reconstruyen el hábitat de los Alpes Apuanos y otra en serpentina para albergar la flora endémica de este medio.

## Especies presentes

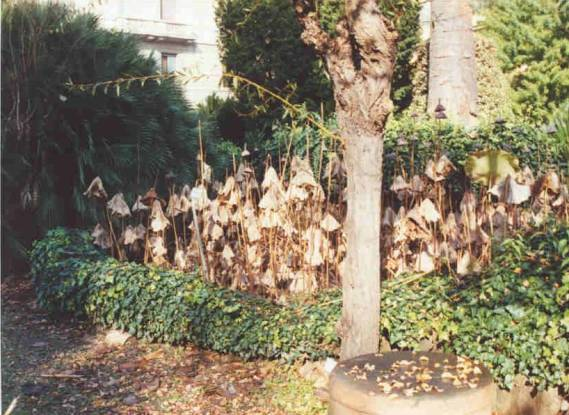
Lámina de agua.

El patrimonio vegetal del jardín se constituye actualmente en cerca de 9000 ejemplares de plantas.
En la zona de las coníferas, conviene indicar el Taxodium distichum y la Metasequoia glyptostroboides. Entre las plantas más antiguas, un roble-corcho (Quercus suber) plantado en 1805 por Ottaviano Targioni Tozzetti, director en esa época, y un Taxus baccata plantado en 1720 por Pier Antonio Micheli. Hay también un Zelkova serrata secular.
En los invernaderos abundan las plantas exóticas ( cafeto, el árbol del viajero, el Amorphophallus titanus que floreció excepcionalmente en el 2002, el plátano, etc), y las colecciones de orquídeas, de plantas carnívoras, de Cactus, de Cycas, de Citrus, y de otros más.
Lista parcial de las especies de árboles presentes en los arriates exteriores:
| - Acer negundo - Aesculus hippocastanum - Alnus cordata - Araucaria imbricata - Arbutus × andrachnoides - Archontophoenix cunninghamii - Calocedrus decurrens - Cedrus atlantica - Cedrus deodara - Cedrus libani - Celtis occidentalis - Ceratozamia mexicana - Cupressus funebris - Cupressus goveniana - Cupressus sempervirens - Cupressus torulosa - Cycas revoluta, - Cydonia oblonga - Digitalis lanata - Digitalis purpurea - Dionaea muscipula - Dioon edule - Dioon purpusii | - Diospyros lotus - Encephalartos caffer - Encephalartos ferox - Encephalartos horridus - Encephalartos munchii - Encephalartos natalensis, - Encephalartos trispinosus, - Erithea armata, - Fagus sylvatica, - Fagus sylvatica pendula, - Fraxinus excelsior, - Ginkgo biloba, - Juglans nigra, - Lagerstroemia indica, - Liriodendron tulipifera, - Magnolia grandiflora, - Melissa officinalis, - Metasequoia glyptostroboides - Ostrya carpinifolia - Pinus halepensis sbsp brutia - Pinus nigra sbsp laricio - Pinus wallichiana - Pistacia chinensis | - Pistacia terebinthus - Platanus spp. - Pterocarya stenoptera - Quercus cerris, - Quercus ilex, - Quercus lusitanica - Quercus macrolepsis - Quercus robur - Sequoia sempervirens - Sophora japonica - Taxodium distichum - Taxodium mucronatum, - Tilia platiphyllos, - Torreya californica, - Torreya nucifera, - Torreya nucifera, - Trachycarpus fortunei, - Washingtonia filifera, - Yucca australis, - Zelkova carpinifolia, - Zelkova crenata, - Zelkova serrata |

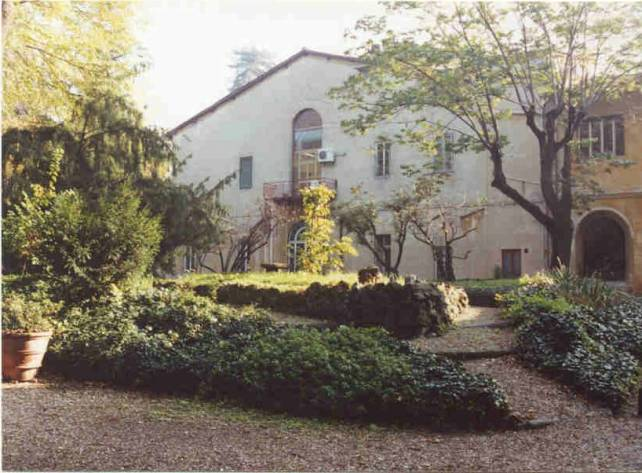
La montagnola en el Jardín de los Simples de Florencia.
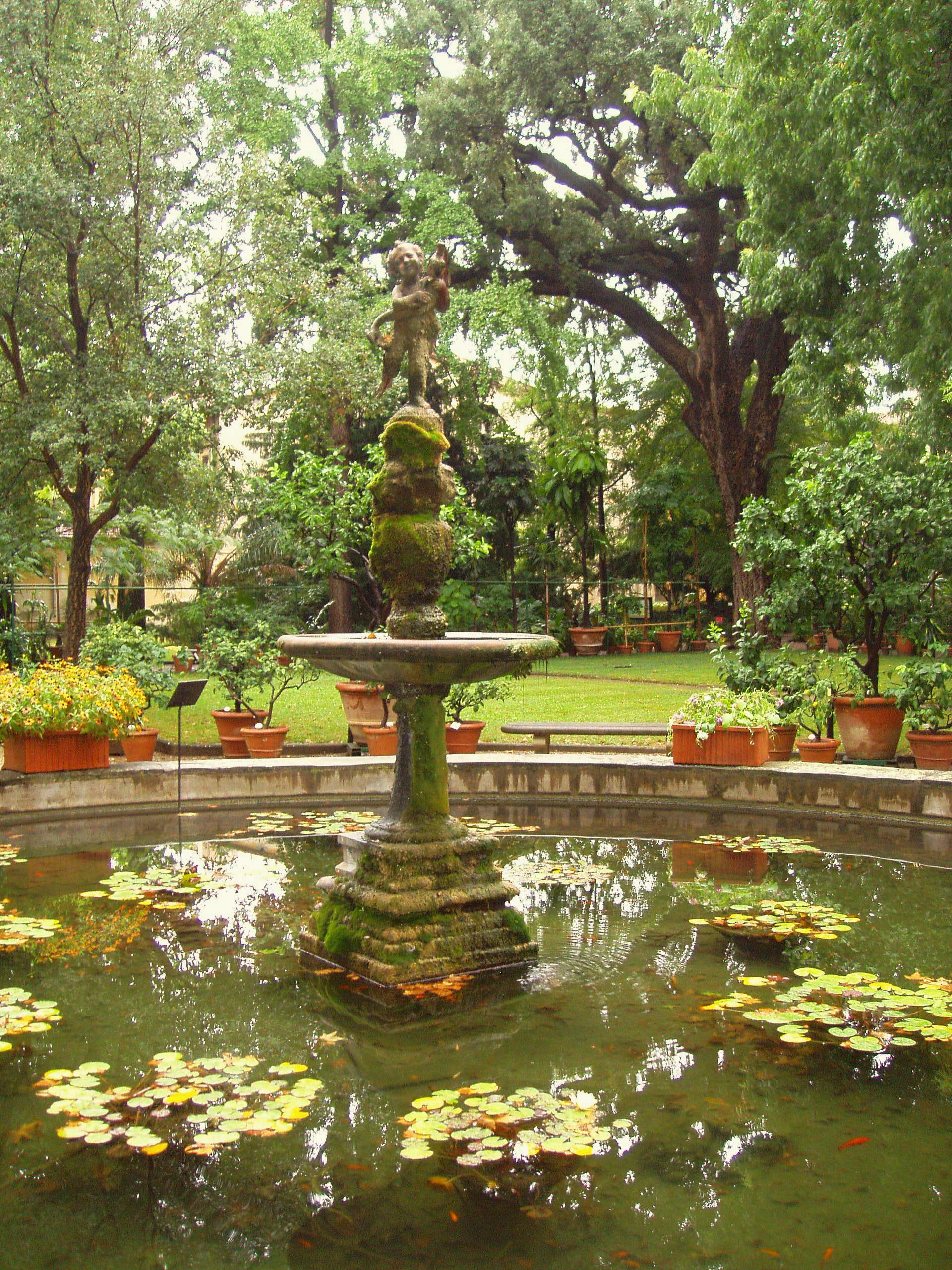
Fuente en el Orto Botanico di Firenze.
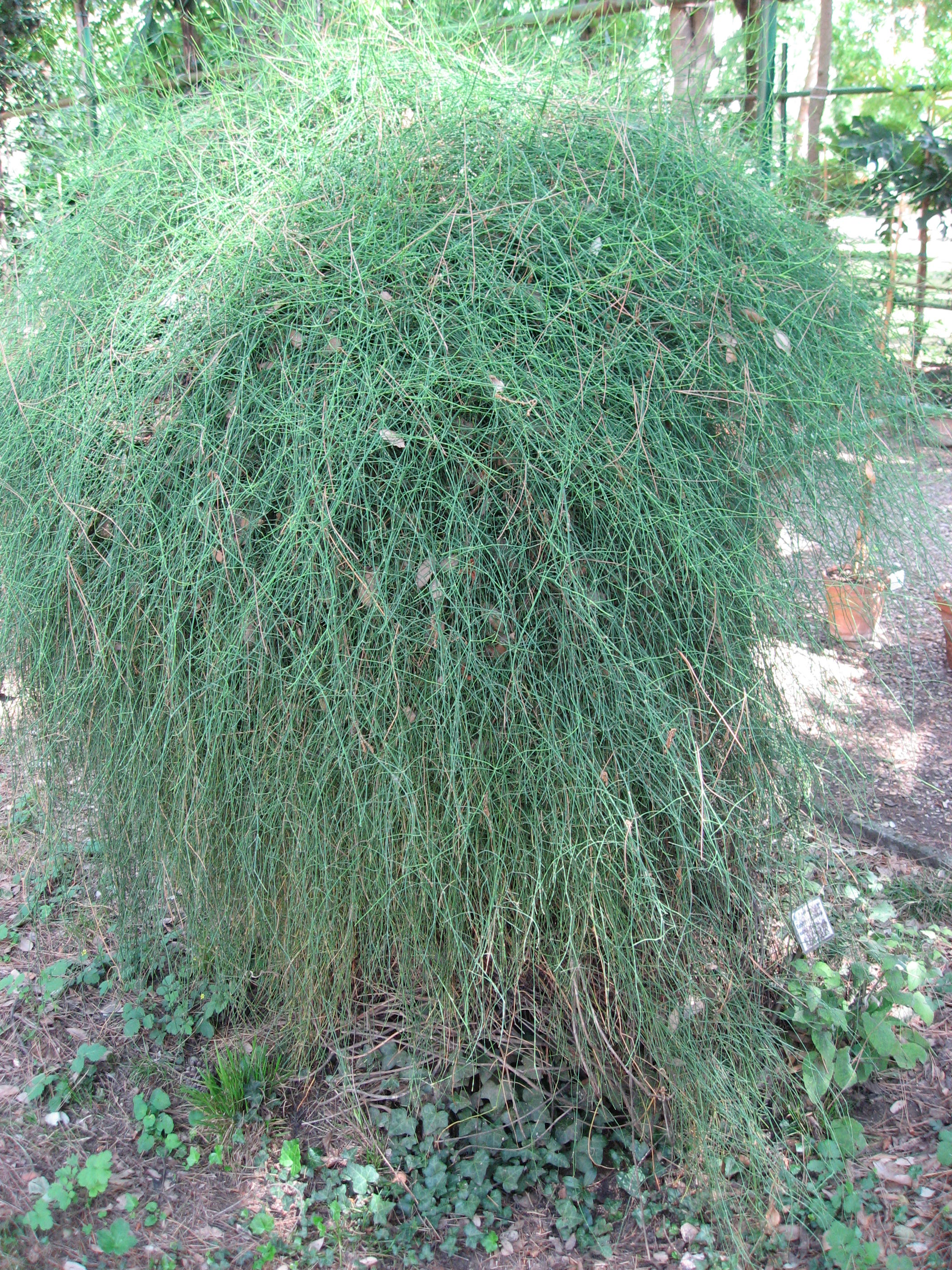
Ephedra fragilis subsp. fragilis.
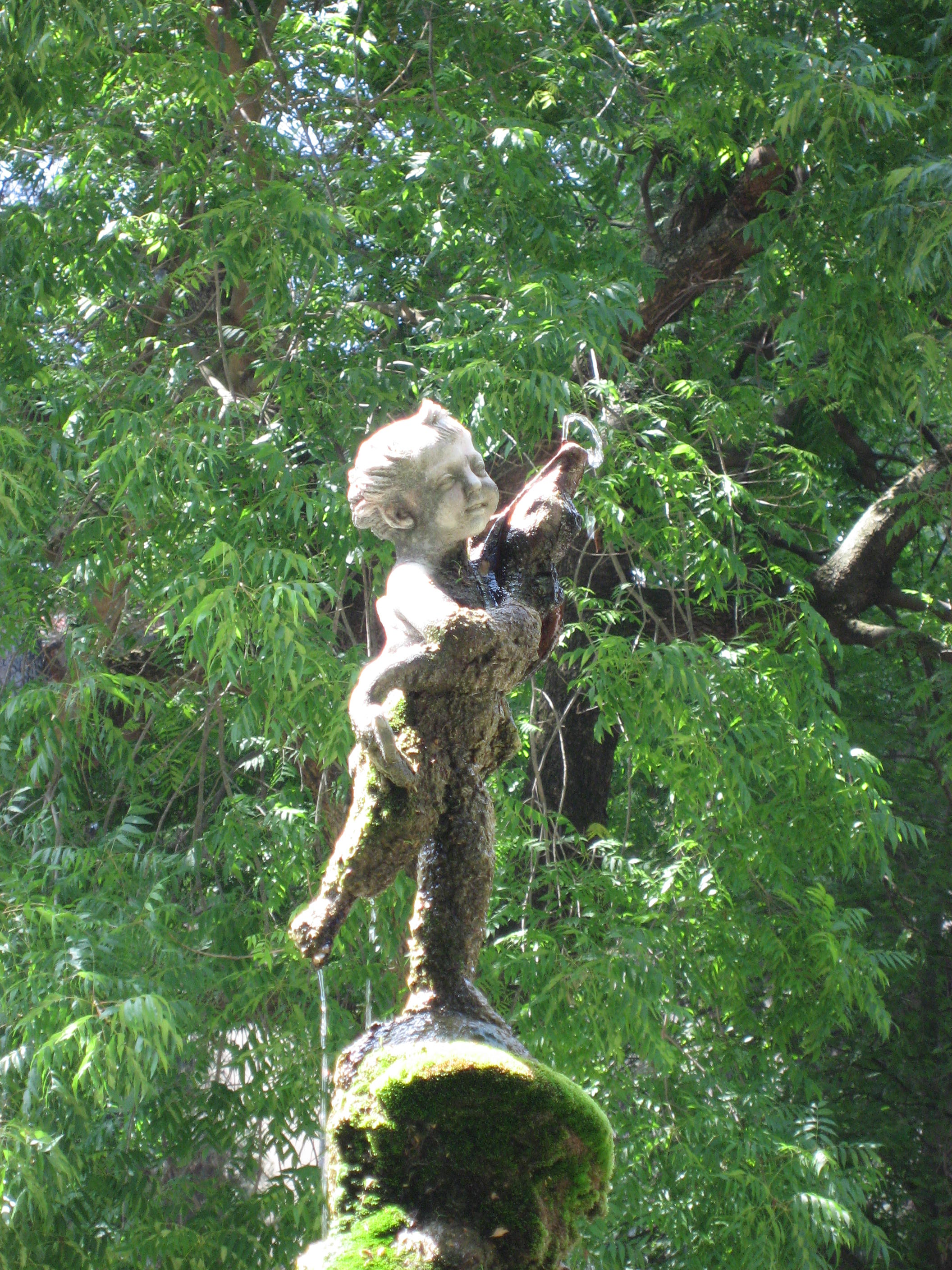
Escultura de Putto en el Jardín de los Simples de Florencia.
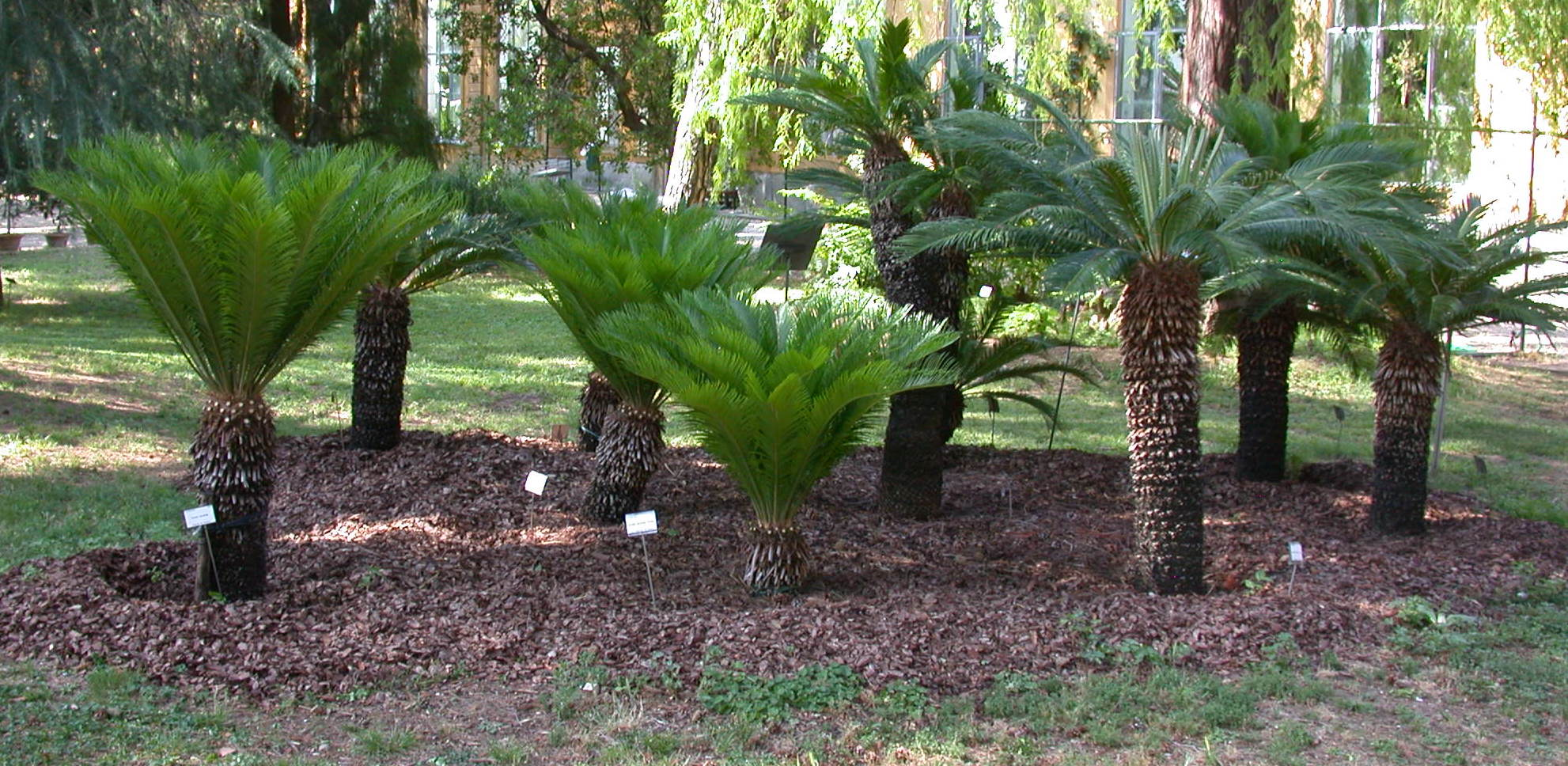
Cycas en el jardín botánico de Florencia.
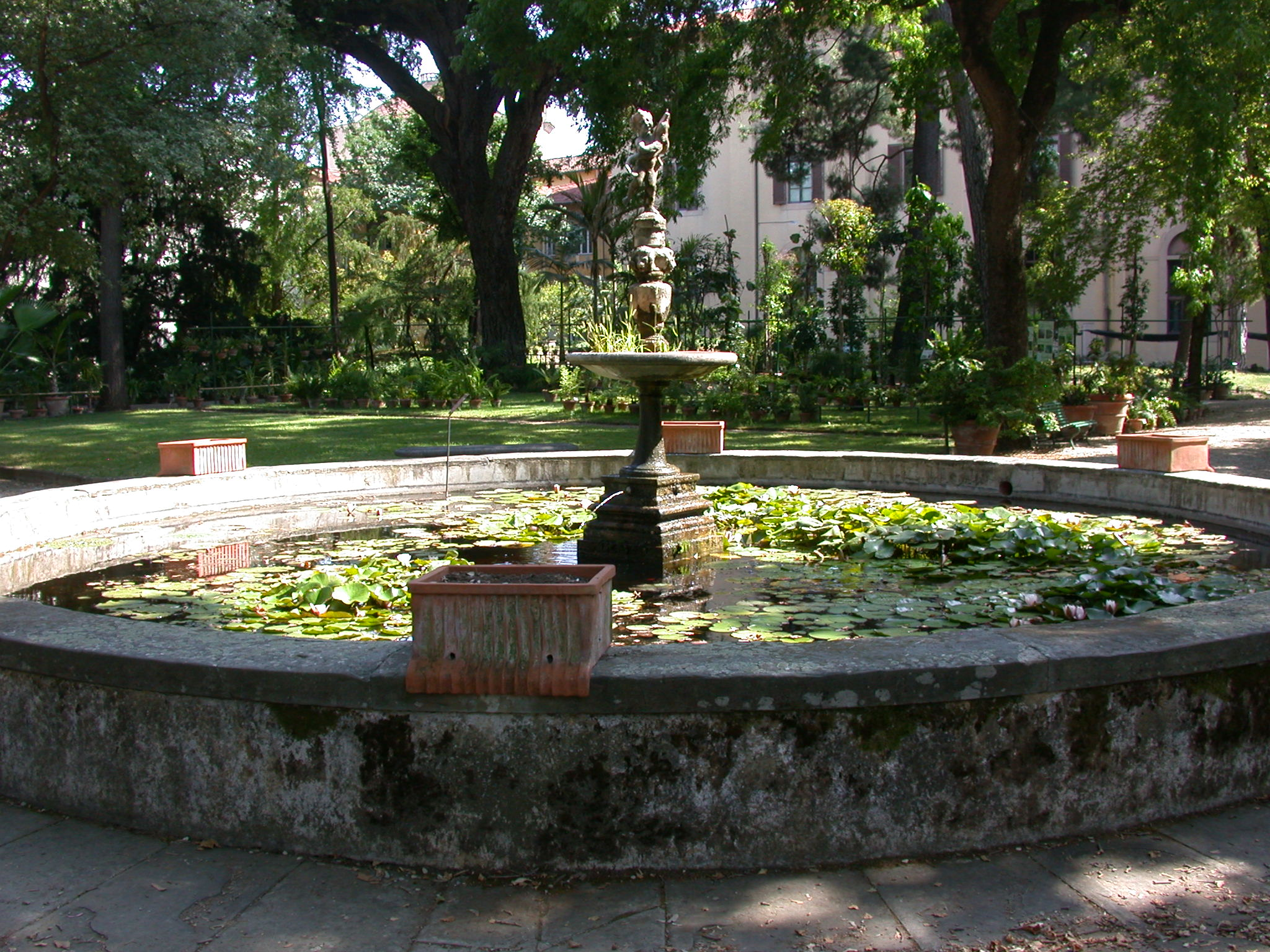
Fuente en el jardín botánico.
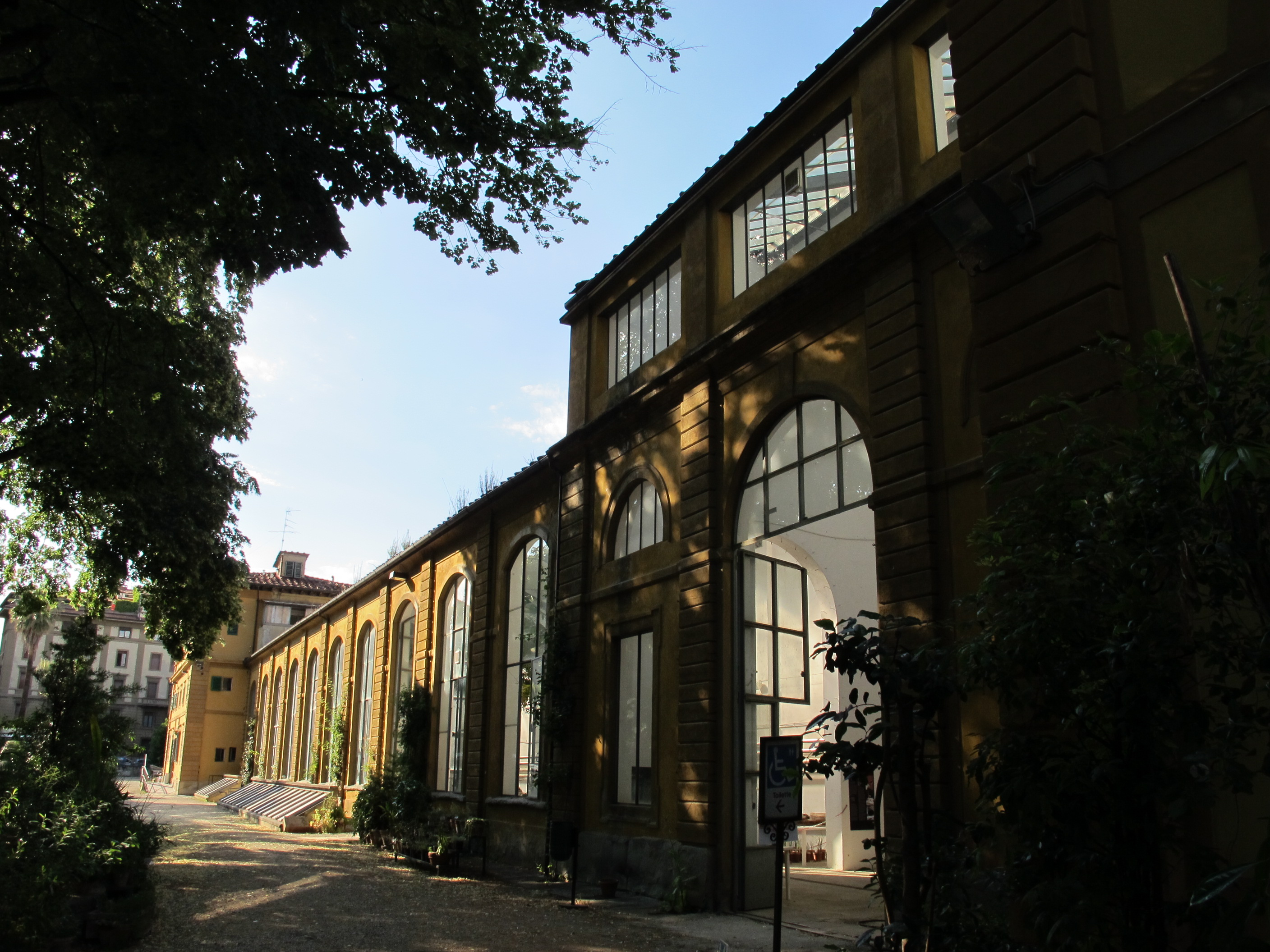
Invernadero en el Jardín de los Simples de Florencia.
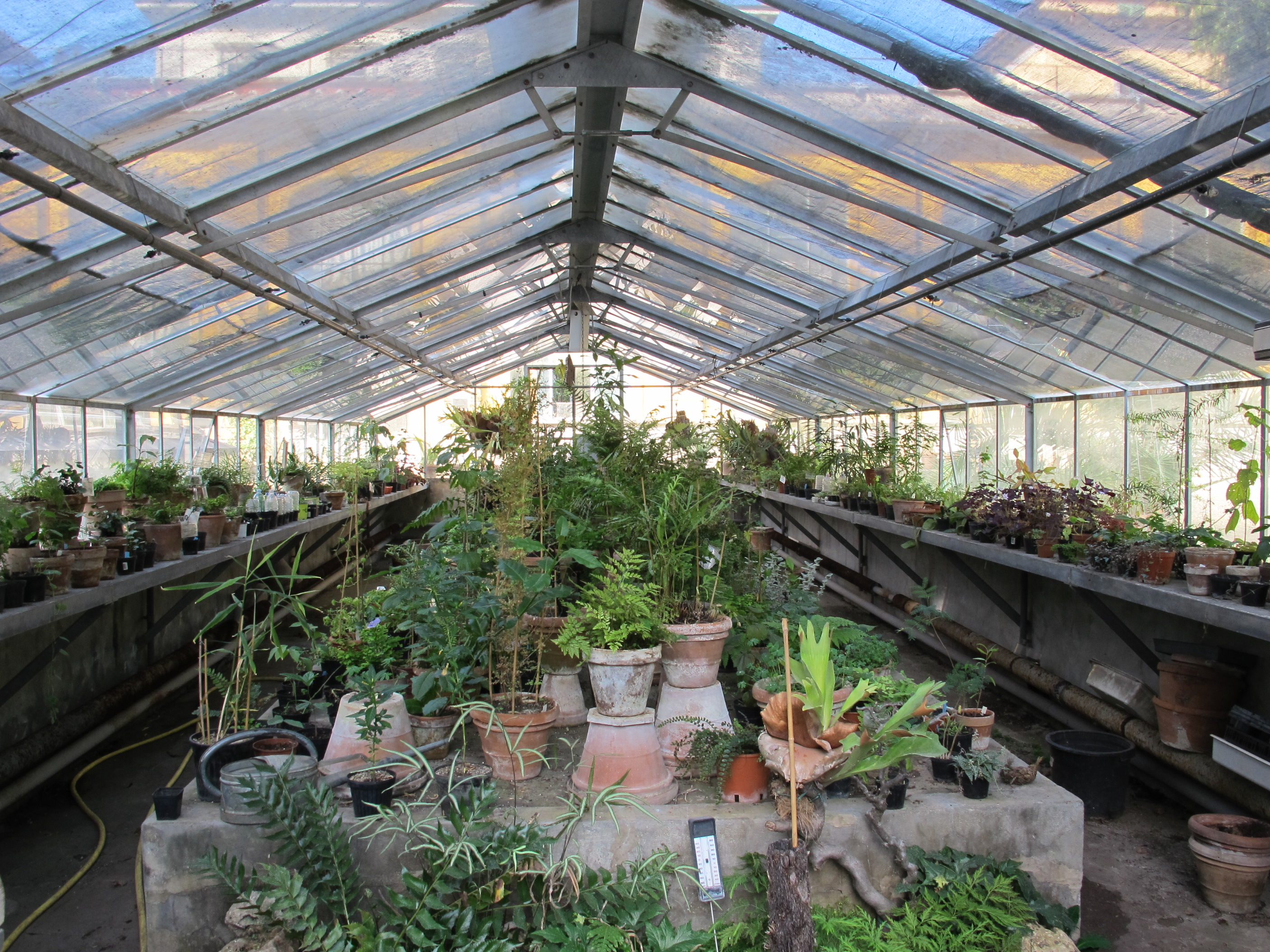
Uno de los invernaderos.